# 红喉山鹧鸪
红喉山鹧鸪（学名：Arborophila rufogularis）为雉科山鹧鸪属的鸟类。分布于印度、缅甸、老挝、越南以及中国大陆的云南等地，多生活于常绿森林、针叶林，灌丛、长草以及被岩石与山谷隔开的低矮常绿林。该物种的模式产地在印度大吉岭。

## 亚种
- 红喉山鹧鸪滇南亚种（学名：Arborophila rufogularis euroa）。分布于老挝以及中国大陆的云南等地。该物种的模式产地在云南蒙自。[2]
- 红喉山鹧鸪滇西亚种（学名：Arborophila rufogularis intermedia）。分布于印度、缅甸以及中国大陆的云南等地。该物种的模式产地在缅甸阿拉干。[3]
- 红喉山鹧鸪指名亚种（学名：Arborophila rufogularis rufogularis）。该物种的模式产地在印度大吉岭。[4]